# Garz/Rügen
Garz/Rügen (phát âm tiếng Đức: [ˈɡarts]) là một đô thị thuộc huyện Vorpommern-Rügen (trước thuộc huyện Rügen), bang Mecklenburg-Vorpommern, miền bắc nước Đức.